# Бернарди (Верона)
Бернарди је насеље у Италији у округу Верона, региону Венето.
Према процени из 2011. у насељу је живело 63 становника. Насеље се налази на надморској висини од 614 м.